# Oligodon moricei
Oligodon moricei là một loài rắn trong họ Rắn nước. Loài này được David, Vogel & Van Rooijen mô tả khoa học đầu tiên năm 2008.